# Martine Bourre
Martine Bourre (née le 14 mai 1949 à Courbevoie) est une auteure et illustratrice d'ouvrages pour la jeunesse française.

## Biographie
Elle a passé quatre ans aux Arts appliqués Duperré. Elle aime varier les styles et les techniques. Elle utilise les pastels, les gouaches, mais également des matières, avec lesquelles elle réalise collages et volumes. Pour réaliser ses illustrations, elle détourne souvent de leur usage les objets simples du quotidien (graines, tissus, morceaux de pains, etc.,,,).

## Ouvrages

### Auteure et illustratrice
- Reine Irène et les sirènes, L'École des loisirs, 2019.
- Gilou Troubadour, L'École des loisirs, 2017.
- Petite Fourmi, Didier Jeunesse, 2017.
- P'tit Lapin plein d'poils, Didier Jeunesse, 2016.
- Les Jeux chantés de mon bébé, Didier Jeunesse, 2016.
- Domino, L'École des loisirs, 2015.
- Gros Lion, Didier Jeunesse, 2015.
- Petit Ouistiti, Didier Jeunesse, 2015.
- Alouette, 2014.
- Gros Lion, 2014.
- Ti-Cheval, 2013.
- Douce, 2012.
- Chevalier Xavier, 2012.
- Les Deux Vieux et l'Arbre de vie, 2012.
- Le Noël du Bois Joli, 2012.
- Douce, 2011.
- Au galop, les mots !, 2011.
- Bateau sur l'eau, 2011.
- Princesse Inès, 2011.
- Pomme de reinette, 2011.
- Hop ! la balle, 2010.
- Chevalier Xavier, 2010.
- Y'a une pie dans l'poirier, 2009.
- Pourquoi tu ne m'aimes pas ?, 2009.
- Toi, 2008.
- Le P'tit Bonhomme des bois, 2008.
- Princesse Inès, 2008.
- Un grand cerf, 2008.
- J'aime la galette, 2008.
- Linh, 2007.
- La Licorne, 2006.
- Bêtes de longue mémoire, 2005.
- Lundi matin, l'empereur, sa femme et le p'tit prince, 2003.
- Am stram gram, 2002.
- Les Piquants de Goz, 2001.
- À Paris sur un petit cheval gris, 2001.
- Arlequin, 2000.
- Le Noël du Bois Joli, 1999.
- Bateau sur l'eau, 1999.
- Ne dérangez pas les dragons !, 1999.
- Dans la nuit d'Halloween, 1998.
- Un grand cerf, 1998.
- Un défi du tonnerre, 1997.
- La Tempête de neige, 1997.
- J'aime la galette, 1996.
- Bruno ne veut pas se lever, 1994.
- Bruno n'a pas envie, 1994.
- Bruno et Patouf, 1994.
- Un petit chat gris, 1994.
- Les Piquants de Goz, 1993.
- Ne dérangez pas les dragons !, 1993.
- Le Palefroi, 1993.
- La Photo de Mila, 1992.
- Mila et Petit No, 1992.
- Tom et Mila, 1992.
- Tom et Petit No, 1992.
- Mon panda, 1988.
- Ne dérangez pas les dragons !, 1988.
- La Clé de l'écriture et du dessin, 1988.
- Chez les petits, 1987.

### Illustratrice
- Inuk est amoureux de Carl Norac, Pastel, 2009.
- Rouge gorge : ou comment le feu est venu au monde, de Pierre Delye, Didier Jeunesse, 2009.
- L'est où l'doudou d'Lulu ?, 2009.
- Lulu, la mouche et l'chat, 2009.
- Les Jeux chantés des tout-petits, Evelyne Resmond-Wenz (éd.), Didier Jeunesse, 2007.
- Ours qui lit de Eric Pintus, Didier Jeunesse, 2006.
- Les Deux Oursons de Jean-Louis Le Craver, Didier Jeunesse, 2005.
- Les Lettres de Biscotte Mulotte (livre-CD) d'Anne-Marie Chapouton, Père Castor, 2004.
- La Souris qui cherchait un maride Francine Vidal, Didier Jeunesse, 2003.
- L'Ogresse et les Sept Chevreaux de Praline Gay-Para, Didier Jeunesse, 2001.
- Le Petit Cochon têtu, de Jean-Louis Le Craver, Didier Jeunesse, 2000.
- Maxime Loupiot de Marie-Odile Judes, Père Castor, 1999.
- Un poney pour l’été de Jean Slaughter Doty, Martine Delattre (traducteur), Père Castor, 1999.
- Le Supplice des 24 bisous de Didier Dufresne, Père Castor, 1999.
- Il fera beau demain de Luce Fillol, Père Castor, 1999.
- L'Album de mon poney[5], écrit par Sylvie Baussier, La Martinière Jeunesse, 2006  (ISBN 2-7324-3394-2)